# Agrothereutes macroincubitor
Agrothereutes macroincubitor är en stekelart som först beskrevs av Tohru Uchida 1931.  Agrothereutes macroincubitor ingår i släktet Agrothereutes och familjen brokparasitsteklar. Inga underarter finns listade i Catalogue of Life.